# Västra Virestad
Västra Virestad är en småort på Söderslätt i Trelleborgs kommun, Skåne län. Bybilden domineras av kringbyggda gårdar, gatuhus, hästhagar och några stora växthus tillhörande ett lökodlingsföretag. År 1848 uppfördes en vädermjölkvarn i Västra Virestad som var en skattekvarn ägd av C. Christofferson med en boningslänga och två uthuslängor.